# Resolución 652 del Consejo de Seguridad de las Naciones Unidas
La resolución 652 del Consejo de Seguridad de las Naciones Unidas, adoptada por unanimidad el 17 de abril de 1990, después de examinar la solicitud de Namibia para la membresía en las Naciones Unidas, el Consejo recomendó a la Asamblea General que Namibia fuese admitida.